# Тилява (гміна)
Ґміна Тилява (пол. Gmina Tylawa) — колишня (1934—1939 рр.) сільська ґміна Коросненського повіту Львівського воєводства Польської республіки (1918—1939) рр.. Центром ґміни було село Тилява.

1 серпня 1934 р. було створено ґміну Тилява в Коросненському повіті. До неї увійшли сільські громади: Барвінок, Вильшня, Зиндранова, Мшана, Роп'янка, Смеречне, Тилява.

На 1 січня 1939 року у ґміні було майже суцільно українське населення — з 4160 мешканців було 3935 українців, 125 поляків, 40 євреїв і 60 циганів.